# Albert Bacon Fall
Pour les articles homonymes, voir Fall.
Albert Bacon Fall, né le 26 novembre 1861 à Frankfort (Kentucky) et mort le 30 novembre 1944 à El Paso (Texas), est un homme politique américain. Membre du Parti républicain, il est sénateur du Nouveau-Mexique entre 1912 et 1921 puis secrétaire à l'Intérieur entre 1921 et 1923 dans l'administration du président Warren G. Harding. À ce poste, il est impliqué dans le scandale du Teapot Dome et devient le premier membre d'un gouvernement américain condamné à de la prison pour une faute commise lorsqu'il était ministre.